# Pop Idol
Pop Idol est une émission de télé-réalité de la télévision britannique, diffusée sur ITV1 entre 2001 et 2003, ayant pour but de désigner le meilleur jeune chanteur de musique pop (pop idol) du Royaume-Uni, grâce aux votes des téléspectateurs.
Le concept est devenu une franchise internationale ; il a été développé avec succès dans de nombreux pays : Idol en Pologne, American Idol aux États-Unis, Canadian Idol au Canada, Australian Idol, Indian Idol en Inde, Indonesian Idol, New Zealand Idol, Philippine Idol, Nouvelle Star sur M6 en France, Deutschland sucht den SuperStar sur RTL en Allemagne, Idols sur RTL 4 aux Pays-Bas, Singapore Idol, Malaysian Idol, Music Idol en Bulgarie, Ídolos Brazil, Ídolos Portugal et Super Star (سوبر ستار) ou Arab Idol dans le Moyen-Orient.

## Format de l'émission
Contrairement à beaucoup d'émissions, Pop Idol n'a pas été créé par des producteurs de télévision mais par l'impresario Simon Fuller, en 1998. Le boom de la téléréalité à la fin des années 1990 a conduit au format définitif de l'émission, tout en injectant des éléments des émissions de variétés des années 1970.
Le succès de Pop Idol est en partie dû au large recours à l'interactivité, avec des votes de téléspectateurs par téléphone, par textos, par le « bouton rouge » de la télévision numérique ou par le vote sur Internet. La première finale de Pop Idol en février 2002 a été l'occasion de battre le record de votes pour une émission de télévision au Royaume-Uni, en faisant l'un des programmes les plus rentables d'ITV1.
La série d'émissions débutait par les auditions dans diverses villes du pays, les concurrents se produisaient devant quatre jurés (Pete Waterman, Simon Cowell, Nicki Chapman et Neil "Dr" Fox). Les piètres chanteurs s'exposaient souvent aux critiques acerbes des jurés, notamment celles de Simon Cowell, dont les avis controversés l'ont également rendu célèbre dans American Idol.
Une fois les auditions terminées, l'émission se déplaçait au Criterion Theatre, où de nouvelles auditions permettaient de réduire le groupe à 50.
Ensuite, les 50 concurrents prenaient le chemin d'un studio de télévision où ils étaient répartis en cinq groupe de dix qui devaient présenter une chanson accompagnés par un piano. Les jurés émettaient une opinion mais le choix final était du ressort de téléspectateurs. Deux chanteurs supplémentaires étaient également repêchés.
Finalement, lors d'un grand show hebdomadaire, les candidats devaient se produire seuls en public, accompagnés par un groupe de musiciens. Les jurés émettaient là encore un avis mais le public était seul décideur. Le candidat ayant reçu le moins de votes étant éliminé, ainsi de suite jusqu'à ce qu'il ne reste plus que le vainqueur. Il est important de signaler que les artistes étaient obligés de reprendre une œuvre existante et n'avaient pas le droit de proposer des compositions originales.

## Résultats & devenir de l'émission
Lors de la première saison, Will Young fut le vainqueur en recevant 53.1% des votes et Gareth Gates finit deuxième. Michelle McManus fut la gagnante de la seconde saison.
Malgré le succès, l'émission s'est arrêtée après la seconde saison. En effet, Simon Cowell fut contacté pour produire The X Factor sur ITV et la chaîne décida de tout miser sur ce nouveau show, conduisant à l'arrêt de Pop Idol. Cependant, son impact fut intense et conduisit FremantleMedia à développer le concept dans le monde entier, avec actuellement 50 versions diffusées dans 110 pays.
Rachel Ifon, candidate de la saison 2, fut candidate de Big Brother 11 en 2010. Zoe Birkett, candidate la plus jeune de la saison 1 fut également candidate de Big Brother 15 en 2014.

## Relance dePop Idol
La licence d'ITV pour produire Pop Idol au Royaume-Uni a expiré le 1er octobre 2006 et son créateur, Simon Fuller, ainsi que les coproducteurs FremantleMedia et 19 Entertainment, ont entamé des négociations pour produire à nouveau l'émission sur une chaîne britannique. Sky One et Five se sont déclarées intéressées.

## Pop Idoldans le monde
| Pays               | Nom de l'émission                                | Diffuseur(s)                        | Années de diffusion             |
| ------------------ | ------------------------------------------------ | ----------------------------------- | ------------------------------- |
| Afrique du Sud     | Idols                                            | MNet - Kyknet                       | 2002 - 2007                     |
| Allemagne          | Deutschland sucht den SuperStar                  | RTL                                 | depuis 2002                     |
| Arménie            | Hay Superstar                                    | Shant                               | depuis 2006                     |
| Australie          | Australian Idol                                  | Network Ten                         | depuis 2003                     |
| Belgique           | Idool                                            | VTM                                 | 2002 - 2003                     |
| Brésil             | Ídolos                                           | SBT - Rede Record                   | 2006 - 2007                     |
| Bulgarie           | Music Idol                                       | bTV                                 | depuis 2007                     |
| Canada             | Canadian Idol                                    | CTV                                 | 2003 - 2008                     |
| Croatie            | Hrvatski Idol                                    | Nova TV                             | 2004 - 2005                     |
| Danemark           | Idols                                            | TV3                                 | 2003 - 2004                     |
| Estonie            | Eesti otsib superstaari                          | TV3                                 | depuis 2007                     |
| États-Unis         | American Idol                                    | FOX                                 | depuis 2002                     |
| Ligue arabe        | ancien "Super Star العرب" Actuellement Arab Idol | ancien Future TV Actuellement MBC   | 2003 - 2008 2011 -...           |
| Finlande           | Idols                                            | MTV3 - Subtv                        | depuis 2003                     |
| France             | Nouvelle Star                                    | M6 (2003-2010, 2017) D8 (2012-2016) | 2003 à 2010 puis 2017 2012-2016 |
| Grèce              | Greek idol                                       | Alpha TV                            | 2008 à 2010                     |
| Groenland          | AllStars                                         | KNR                                 | depuis 2010                     |
| Inde               | Indian Idol                                      | SET                                 | 2004 - 2007                     |
| Indonésie          | Indonesian Idol                                  | RCTI                                | depuis 2004                     |
| Islande            | Idol Stjörnuleit                                 | Stöð 2                              | 2003 - 2005                     |
| Kazakhstan         | SuperStar KZ                                     | Perviy Kanal Evraziya               | 2003 - 2007                     |
| Malaisie           | Malaysian Idol                                   | 8TV - TV3                           | 2004 - 2005                     |
| Norvège            | Idol                                             | TV 2                                | depuis 2003                     |
| Nouvelle-Zélande   | NZ Idol                                          | TV2                                 | 2004 - 2006                     |
| Pakistan           | Pakistan Idol                                    | GEO Television                      | 2008                            |
| Pays-Bas           | Idols                                            | RTL 4                               | depuis 2003                     |
| Philippines        | Philippine Idol Pinoy Idol                       | ABC-5 GMA Network 7                 | 2006 et 2008                    |
| Pologne            | Idol                                             | Polsat                              | 2002 - 2005                     |
| Portugal           | Ídolos                                           | SIC                                 | 2003 - 2005                     |
| République tchèque | Česko hledá SuperStar                            | TV Nova                             | 2004 - 2006                     |
| Royaume-Uni        | Pop Idol                                         | ITV                                 | 2001 - 2002                     |
| Russie             | Narodniy Artist                                  | Perviy Kanal Evraziya               | 2003                            |
| Singapour          | Singapore Idol                                   | Channel 5                           | 2004 - 2006                     |
| Slovaquie          | Slovensko hľadá SuperStar                        | STV - Markíza                       | 2004 - 2007                     |
| Suède              | Idol                                             | TV4                                 | 2004 - 2007                     |
| Turquie            | Turkstar                                         | Kanal D                             | 2004                            |
| Viêt Nam           | Vietnam Idol                                     | HTV9                                | 2007                            |
| Amérique latine    | Latin American Idol                              | Various                             | 2006                            |
| Sri Lanka          | Sirasa Superstar                                 | Sirasa TV                           | 2005                            |
| Sri Lanka          | Derana Dream Star                                | Derana                              | 2008                            |
| Ukraine            | Pop Idle                                         | 1plus1                              | 2008                            |
| Slovaquie          | Slovensko hľadá SuperStar                        | Markiza                             | 2004                            |

Logo français en 2003
Logo français depuis 2004
Logo américain
Logo bulgare
Logo canadien
Logo estonien